# Liste des symboles de l'État de Floride

Localisation de la Floride au sein des États-Unis.

Les symboles repris ci-dessous sont les symboles officiels de l'État de Floride. La majorité des symboles furent choisis en 1950. Néanmoins, la fleur emblème fut choisie en 1909, l'oiseau emblème de l'État fut choisi en 1927 et la chanson emblème en 1935. Ces trois emblèmes ne sont d'ailleurs pas repris dans les textes de loi de la Floride.
Les symboles officiels sont gérés par la branche exécutive de l'État (Titre IV). C'est donc le Secrétaire d'État de la Floride (Chapitre 15), qui en est responsable dans son rôle d'officier en chef de la Culture.

## Divers
| Type    | Symbole                                                                                     | Année   | Image               |
| ------- | ------------------------------------------------------------------------------------------- | ------- | ------------------- |
| Drapeau | Une Croix de saint André rouge sur fond blanc, avec le sceau de la Floride posée au centre. | 1985[A] | Florida flag        |
| Devise  | In God We Trust                                                                             | 2006[B] |                     |
| Surnom  | Sunshine State (« État ensoleillé »)                                                        | 1970[C] |                     |
| Sceaux  | Sceau de la Floride                                                                         | 1985[D] | Sceau de la Floride |

## Flore
| Type          | Symbole                        | Année | Image           |
| ------------- | ------------------------------ | ----- | --------------- |
| Fleur         | Orange (Citrus sinensis)       | 1909  | Orange blossoms |
| Arbre         | Palmier Sabal (Sabal palmetto) | 1953  | Sabal Palm      |
| Fleur sauvage | Coreopsis (Coreopsis)          | 1991  | Coreopsis       |

## Faune
| Type                | Symbole                                                               | Année   | Image                |
| ------------------- | --------------------------------------------------------------------- | ------- | -------------------- |
| Animal              | Panthère de Floride (Felis concolor coryi)                            | 1982    | Panthère de Floride  |
| Oiseau              | Moqueur polyglotte (Mimus polyglottos)                                | 1927    | Moqueur polyglotte   |
| Papillon            | Heliconius charithonia (Heliconius charithonia)                       | 1996    | Papillon zébré       |
| Poisson d'eau douce | Achigan à grande bouche de Floride (Micropterus salmoides floridanus) | 1975    |                      |
| Poisson d'eau salée | Espadon voilier (Istiophorus platypterus)                             | 1975[E] | Espadon voilier      |
| Mammifère aquatique | Lamantin de Floride (Trichechus manatus latirostris)                  | 1975[F] | West Indian Manatee  |
| Mammifère marin     | Grand dauphin (Tursiops truncates)                                    | 1975[G] | Grand dauphin        |
| Reptile             | Alligator d'Amérique (Alligator mississippiensis)                     | 1987    | Alligator d'Amérique |
| Coquillage          | Conque chevaline (Pleuroploca gigantea)                               | 1969    | Conque chevaline     |

## Géologie
| Type    | Symbole         | Année | Image           |
| ------- | --------------- | ----- | --------------- |
| Minéral | Pierre de lune  | 1970  | Pierre de Lune  |
| Terre   | Terre de Myakka | 1989  | Terre de Myakka |
| Roche   | Corail Agatisé  | 1979  | Corail Agatisé  |

## Culture
| Type    | Symbole           | Année   | Image             |
| ------- | ----------------- | ------- | ----------------- |
| Boisson | Jus d'orange      | 1967    | Jus d'orange      |
| Fruit   | Orange            | 2005    | Oranges           |
| Tarte   | Tarte à la Lime   | 2006    | Key lime pie      |
| Chanson | Old Folks at Home | 1935[H] | Old Folks at Home |